# INS Vagsheer (S26)
Pour les autres navires du même nom, voir INS Vagsheer.
L'INS Vagsheer (pennant number : S26) est le sixième et dernier des six sous-marins de classe Kalvari de la marine indienne. Il s’agit d’un sous-marin d'attaque conventionnel diesel-électrique, basé sur la classe Scorpène française, conçue par Naval Group. La classe Kalvari est construite par Mazagon Dock Limited, un chantier naval indien situé à Bombay, avec l’assistance technique de Naval Group, dans le cadre d’un transfert de technologie en raison du programme « Make in India » lancé par le gouvernement indien en vue d’avoir des sous-marins de construction locale. Mazagon Dock Shipbuilders Limited (MDL), appelé « Ship Builder to the Nation », est l’un des principaux chantiers navals du secteur public de la défense de l’Inde, sous l’égide du ministère de la Défense

## Conception
Les sous-marins de classe Scorpène sont des sous-marins à propulsion conventionnelle de 2000 tonnes conçus et développés par Naval Group pour tous les types de missions, telles que la guerre contre les navires de surface, la lutte anti-sous-marine, les frappes à longue portée, les opérations spéciales ou la collecte de renseignement. Les sous-marins de classe Kalvari sont considérés comme parmi les sous-marins à propulsion conventionnelle les plus avancés au monde.

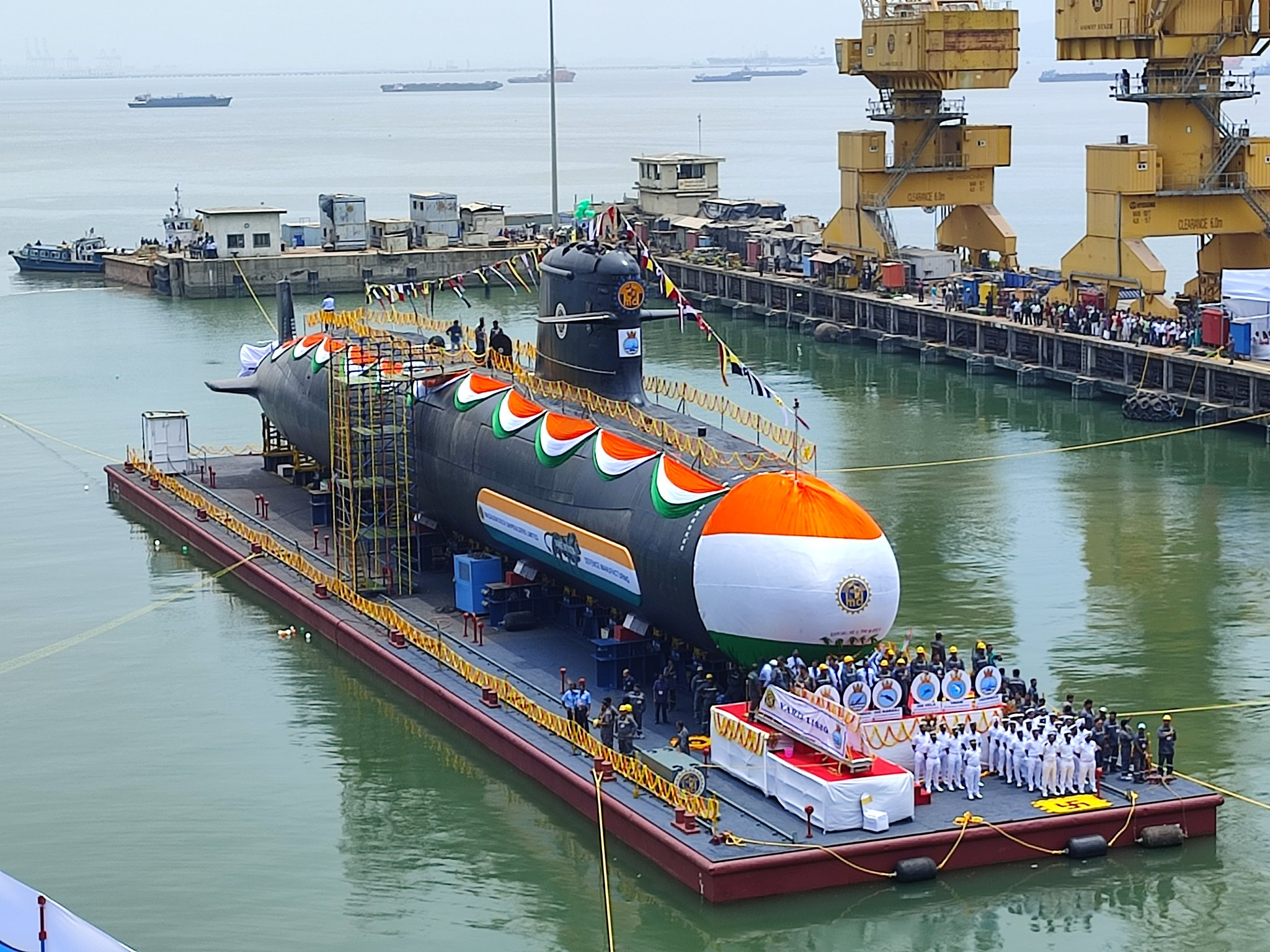
En 2022.

La classe dispose de deux groupes générateurs diesel fournissant une puissance de 1 676 ch (1 250 kW). Les sous-marins sont équipés d’un moteur électrique de 3 889 ch (2 900 kW). Ils sont également équipés d’un moteur synchrone magnétique permanent, permettant des opérations silencieuses.
Les sous-marins sont armés de six tubes lance-torpilles de 21 pouces (533 mm) situés à l’étrave, offrant une capacité de lancement en salve. Le lancement à décharge positive se fait par une pompe à turbine à air. La manipulation et le chargement des armes sont automatisés. Les sous-marins peuvent transporter jusqu’à 18 torpilles lourdes, anti-navires et anti-sous-marines, ainsi que des missiles antinavires SM-39 Exocet lancés sous l’eau, ou 30 mines.

## Historique opérationnel
Le sous-marin est lancé le 20 avril 2022 en présence du Vice admiral (en) Ajendra Bahadur Singh (en). 

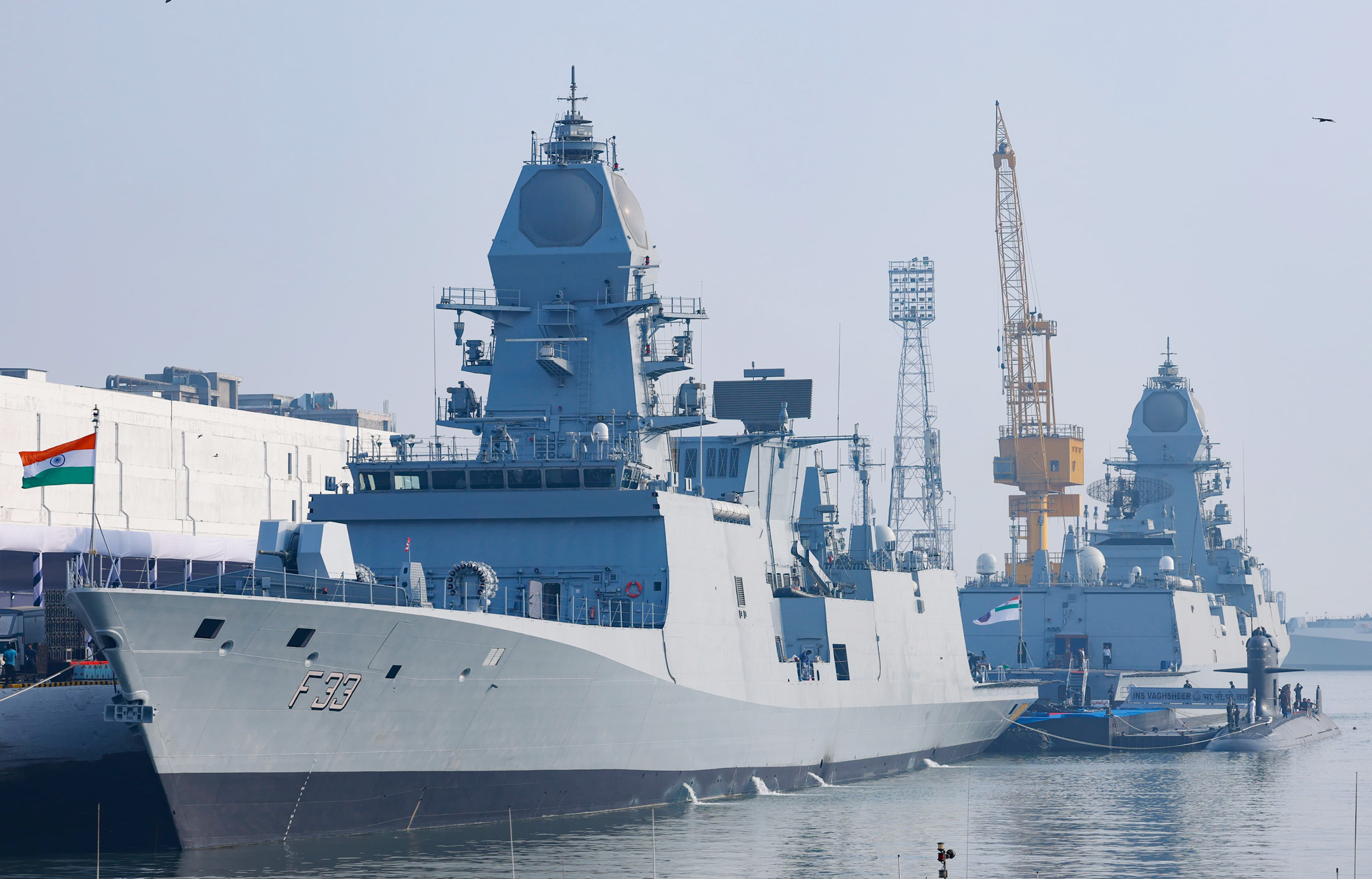
Le triple lancement.

Il est mis en service le 15 janvier 2025 au chantier naval de Mumbai, en même temps que deux autres navires de guerre : l’INS Nilgiri (en), le navire de tête des frégates de classe Projet 17A, et l’INS Surat (en), le quatrième et dernier navire des destroyers de classe Projet 15B. Les trois navires ont été construits par Mazagon Dock Shipbuilders Ltd. à Mumbai. Le Premier ministre indien Narendra Modi a participé à la cérémonie. Il a souligné que c’était la première fois que la triple mise en service d’un destroyer, d’une frégate et d’un sous-marin était effectuée simultanément.